# Håstads socken
Håstads socken i Skåne ingick i Torna härad, uppgick 1967 i Lunds stad och området ingår sedan 1971 en del av Lunds kommun, från 2016 inom Torns distrikt.
Socknens areal är 6,54 kvadratkilometer varav 6,42 land. År 1991 fanns här 239 invånare.  Kyrkbyn Håstad med sockenkyrkan Håstads kyrka ligger i socknen. 

## Administrativ historik
Socknen har medeltida ursprung.
Vid kommunreformen 1862 övergick socknens ansvar för de kyrkliga frågorna till Håstads församling och för de borgerliga frågorna bildades Håstads landskommun. Landskommunen uppgick 1952 i Torns landskommun som uppgick 1967 i Lunds stad som ombildades 1971 till Lunds kommun. Församlingen uppgick 1992 i Torna församling.
1 januari 2016 inrättades distriktet Torn, med samma omfattning som Torns församling fick 1992 och vari detta sockenområde ingår.
Socknen har tillhört län, fögderier, tingslag och domsagor enligt vad som beskrivs i artikeln Torna härad. De indelta soldaterna tillhörde Södra skånska infanteriregementet, Torna och Färs kompanier.

## Geografi
Håstads socken ligger norr om Lund med Kävlingeån i norr. Socknen är en odlad slättbygd.

## Fornlämningar
Ett tiotal boplatser och lösfynd från stenåldern är funna. Från bronsåldern finns gravhögar. I kyrkan har funnits en runsten som nu är i Lund.

## Namnet
Namnet skrevs i mitten av 1100-talet Hatstathum och kommer från kyrkbyn. Efterleden är sta(d), 'plats, ställe'. Förleden innehåller adjektivet har, 'hög' syftande på byns läge på en höjdrygg..